# Lóránd Szatmári
Lóránd Szatmári (Petroșani, 3 ottobre 1988) è un calciatore ungherese, centrocampista svincolato.

## Carriera

### Club
Nato in Transilvania (Romania) storica regione in passato di proprietà dell'Ungheria, ora abitata prevalentemente da ungheresi. Comincia a giocare nel Pécsi. Nella stagione 2007-2008 arriva in Italia acquistato dalla Reggina (militante nel massimo campionato) dove colleziona 1 sola presenza nella gara di ritorno degli ottavi di Coppa Italia Inter-Reggina vinta dai neroazzurri 3-0 giocata al Meazza, viene successivamente girato in prestito all'Avellino in Serie B, con cui mette a segno la sua prima rete ufficiale in carriera.
A gennaio 2009 viene ingaggiato dal Monopoli, in Lega Pro Seconda Divisione. La prima parte con la maglia monopolitana è negativa, con la squadra che affronta una crisi di risultati restando invischiata in zona retrocessione, e allenato da Geretto non conquista nemmeno una vittoria. Negli ultimi 2 mesi di stagione arriva la svolta e sotto la guida tecnica del nuovo allenatore Luigi De Rosa, Szatmàri disputa gare positive contribuendo all'immediata risalita in classifica della squadra che ottiene la salvezza in netto anticipo e termina il campionato all'ottavo posto in classifica.
Nella stagione 2009-2010 gioca nel MTK Budapest, che milita nella Nemzeti Bajnokság I, la massima serie ungherese.
Nel luglio 2010 si trasferisce in prestito alla Salernitana, e a fine stagione torna ancora tra le file della Reggina, per poi trasferirsi nuovamente in prestito al Paksi Sportegyesület. Al termine del prestito viene acquistato a titolo definitivo dal Pécs, dove torna dopo sei anni. Nell'estate 2015 viene ufficializzato il suo trasferimento al MTK Budapest. Il 26 gennaio 2016 viene ceduto in prestito secco al Mezőkövesd Zsóry, squadra militante in Nemzeti Bajnokság II. Al termine della stagione torna all'MTK Budapest. Scarsamente utilizzato, il 14 febbraio 2017 viene venduto al Puskás Akadémia rimanendo fino al termine della stagione con un bottino di 2 reti in 16 presenze. La stagione seguente passa a titolo definitivo al Győr vivendo una stagione da titolare, aiutando la squadra a cogliere un buon settimo posto finale. A fine stagione viene acquistato dal Vasas, nel corso delle stagioni resta uno dei titolari della squadra culminando la propria esperienza con il club di Budapest con la vittoria del campionato 2021-22 e la promozione in NBI che mancava da cinque anni, raccogliendo in quattro stagioni 95 presenze e 14 gol.
Nell'estate 2022 si accasa allo Szeged in NBII.

### Nazionale
Il 24 marzo 2007 con la Nazionale ungherese Under-20 gioca con la fascia da capitano un'amichevole contro la Slovacchia terminato 2-0 restando in campo per tutti i 90 minuti, sempre nello stesso anno e fino al 2010 è stato convocato dalla nazionale ungherese Under-21 raccogliendo 6 presenze segnando zero gol.
Nell'estate 2010 il neo ct Sándor Egervári lo convoca in Nazionale maggiore per alcune gare amichevoli, non venendo poi utilizzato.

## Statistiche

### Presenze e reti nei club
Statistiche aggiornate al 28 maggio 2018.
| Stagione            | Squadra             | Campionato          | Campionato | Campionato | Coppa nazionale | Coppa nazionale | Coppa nazionale | Coppe continentali | Coppe continentali | Coppe continentali | Altre coppe | Altre coppe | Altre coppe | Totale | Totale |
| Stagione            | Squadra             | Comp                | Pres       | Reti       | Comp            | Pres            | Reti            | Comp               | Pres               | Reti               | Comp        | Pres        | Reti        | Pres   | Reti   |
| ------------------- | ------------------- | ------------------- | ---------- | ---------- | --------------- | --------------- | --------------- | ------------------ | ------------------ | ------------------ | ----------- | ----------- | ----------- | ------ | ------ |
| 2005-2006           | Pécs                | NBI                 | 2          | 0          | MK              | 0               | 0               | -                  | -                  | -                  | -           | -           | -           | 2      | 0      |
| 2006-2007           | Pécs                | NBI                 | 21         | 0          | MK              | 1               | 0               | -                  | -                  | -                  | -           | -           | -           | 22     | 0      |
| 2007-2008           | Reggina             | A                   | 0          | 0          | CI              | 1               | 0               | -                  | -                  | -                  | -           | -           | -           | 1      | 0      |
| 2008-gen. 2009      | Avellino            | B                   | 3          | 1          | CI              | 0               | 0               |                    | -                  | -                  |             | -           | -           | 3      | 1      |
| gen.-giu. 2009      | Monopoli            | 2D                  | 11         | 0          | CI-LP           | -               | -               | -                  | -                  | -                  | -           | -           | -           | 11     | 0      |
| 2009-2010           | MTK Budapest        | NBI                 | 21         | 5          | MK+MLK          | 5+5             | 2+0             | -                  | -                  | -                  | -           | -           | -           | 31     | 7      |
| 2010-2011           | Salernitana         | 1D                  | 21+3       | 1          | CI+CI-LP        | 0+1             | 0+0             | -                  | -                  | -                  | -           | -           | -           | 25     | 1      |
| 2011-2012           | Paks                | NBI                 | 23         | 4          | MK+MLK          | 0+7             | 0+0             | UEL                | 0                  | 0                  | -           | -           | -           | 30     | 4      |
| 2012-2013           | Pécs                | NBI                 | 17         | 1          | MK+MLK          | 1+9             | 0+3             | -                  | -                  | -                  | -           | -           | -           | 27     | 4      |
| 2013-2014           | Pécs                | NBI                 | 29         | 3          | MK+MLK          | 3+1             | 1+0             | -                  | -                  | -                  | -           | -           | -           | 33     | 4      |
| 2014-2015           | Pécs                | NBI                 | 30         | 3          | MK+MLK          | 3+4             | 0+0             | -                  | -                  | -                  | -           | -           | -           | 37     | 3      |
| Totale Pécs         | Totale Pécs         | Totale Pécs         | 99         | 7          |                 | 22              | 4               |                    | -                  | -                  |             | -           | -           | 121    | 11     |
| 2015-gen. 2016      | MTK Budapest        | NBI                 | 10         | 1          | MK              | 3               | 0               | UEL                | 2                  | 0                  | -           | -           | -           | 15     | 1      |
| gen.-giu. 2016      | Mezőkövesd          | NBII                | 15         | 1          | MK              | -               | -               | -                  | -                  | -                  | -           | -           | -           | 15     | 1      |
| 2016-feb. 2017      | MTK Budapest        | NBI                 | 4          | 0          | MK              | 2               | 0               | UEL                | 4                  | 0                  | -           | -           | -           | 10     | 0      |
| Totale MTK Budapest | Totale MTK Budapest | Totale MTK Budapest | 35         | 6          |                 | 15              | 2               |                    | 6                  | 0                  |             | -           | -           | 56     | 8      |
| feb.-giu. 2017      | Puskás Akadémia     | NBII                | 16         | 2          | MK              | -               | -               | -                  | -                  | -                  | -           | -           | -           | 16     | 2      |
| 2017-2018           | Győri ETO           | NBII                | 34         | 3          | MK              | 4               | 0               | -                  | -                  | -                  | -           | -           | -           | 38     | 3      |
| 2018-2019           | Vasas               | NBII                | 37         | 6          | MK              | 3               | 1               | -                  | -                  | -                  | -           | -           | -           | 40     | 7      |
| 2019-2020           | Vasas               | NBII                | 22         | 3          | MK              | 3               | 1               | -                  | -                  | -                  | -           | -           | -           | 25     | 4      |
| 2020-2021           | Vasas               | NBII                | 32         | 5          | MK              | 3               | 0               | -                  | -                  | -                  | -           | -           | -           | 35     | 5      |
| 2021-2022           | Vasas               | NBII                | 4          | 0          | MK              | 2               | 0               |                    | -                  | -                  |             | -           | -           | 6      | 0      |
| Totale Vasas        | Totale Vasas        | Totale Vasas        | 95         | 14         |                 | 11              | 2               |                    | -                  | -                  |             | -           | -           | 106    | 16     |
| 2022-2023           | Szeged              | NBI                 | 8          | 0          | MK              | 1               | 0               | -                  | -                  | -                  | -           | -           | -           | 9      | 0      |
| Totale carriera     | Totale carriera     | Totale carriera     | 360+3      | 35         |                 | 62              | 8               |                    | 6                  | 0                  |             | -           | -           | 431    | 43     |

## Palmarès

### Club

#### Competizioni nazionali
- Nemzeti Bajnokság II: 2

Puskás Akadémia: 2016-2017
Vasas: 2021-2022